# Vlochos (arkeologisk lokal)
| Vlochos (arkeologisk lokal) | Vlochos (arkeologisk lokal) |
| --------------------------- | --- |
| Allmänt                     | |
| Land                        | Grekland |
| Region                      | Karditsa, Thessalien |
| Koordinater                 | 39°30′19″N 22°05′10″E |
| Grundades                   | Senarkaisk period |
| Övergavs                    | Tidig bysantinsk period |
| Arkeologisk Information     | |
| Utgrävningsperioder         | 2015-pågående |
| Arkeologer                  | Angelos Liangouras Jean-Claude Decourt Elsa Nikolaou Leonidas Hatziangelakis Maria Vaiopoulou Fotini Tsiouka Robin Rönnlund Derek Pitman Johan Klange |
| Allmän tillgänglighet       | Ja |
| Fynd-utställning            | Karditsas Arkeologiska Museum Almyros Arkeologiska Museum                                                                                             |
| Förvaltning                 | Direktoratet för antikviteter i Karditsa |

Den arkeologiska lokalen vid byn Vlochos (grekiska: Βλοχός [vlo̞χˈo̞s̠]) ligger i det nordöstra hörnet av västra Thessalien, i regionen Karditsa, Grekland. Platsen är centrerad kring kullen Strongilovouni (grekiska: Στρογγυλοβούνι) söder om den moderna byn och innehåller lämningar av flera urbana bosättningar från den klassiska antiken. Lämningarna kan inte säkert identifieras med någon stad känd från antika källor, men storleken på bosättningen indikerar att den måste ha varit en av regionens poleis eller stadsstater.

## Identifiering av de antika lämningarna
Ingen av de antika inskriptioner som hittats vid Vlochos nämner namnet på den antika bosättningen,:1-8 och möjliga identifieringar av lämningarna med kända städer från antika skriftkällor är därför osäkra. Fram till nyligen identifierades vanligen bosättningen med det antika Peirasia, men senare upptäckter har fastställt att Peirasia låg vid den moderna byn Ermitsi (10 km söder om Vlochos). 
För närvarande finns det två huvudkandidater för bosättningen, Limnaion:162:679 och Phakion:63:701:81-82, bägge kända från antika källor. Det finns ytterligare stadslämningar i Thessaliotis-området som med på liknande osäkra grunder identifierats med antika poleis, såsom Pelinna och Pharkadon, vilket belyser luckorna i vår kunskap om det antika Thessalien.  

## Geografi
Den arkeologiska lokalen vid Vlochos är centrerad kring kullen Strongilovouni (313 meter över havet), en isolerad kalkstensklippa i det nordöstra hörnet av Karaditsaslätten.:1544 Flera floder flyter samman i närområdet, såsom Apidanos och Kouarios med Enipeus, och den sistnämnda med 
Peneios, Thessaliens huvudflod. Stora delar av området består av tidigare träskmark som för närvarande är helt uppodlat. Öster om lokalen ligger dock Revenia, ett kuperat område täckt av lägre träd och snårskog.
De närmaste polis-grannarna till den antika staden var Krannon i öster, Atrax i nordöst, Phayttos i norr, Pharkadon i nordväst, Methylion i sydväst och Peirasia i söder. Området tillhörde möjligen den så kallade tetraden Thessaliotis, en enhet i en antik indelning av Thessalien som låg längs floden Enipeus. Stadsstatens gränser beskyddades av små fort vid Keramidi:34 och Metamorfosi:159-160, norr och väster om staden.  

## Arkeologiskt arbete vid Vlochos
Den antika boplatsen vid Vlochos nämndes för första gången av den brittiska resenären William Leake, som passerade genom regionen 1803 (dock utan att besöka lämningarna).:319 Den förste som gav en förstahandsredogörelse för lämningarna var den danske antikvarien Johan Louis Ussing, vars observationer från 1846 förblev de mest detaljerade av platsen fram till slutet av 1900-talet.:258-259 Det antogs länge att den antika bosättningen huvudsakligen var belägen på toppen av Strongilovouni. Räddningsgrävningar utförda av de lokala arkeologiska myndigheterna 1964 visade att stadsmiljön istället befann sig vid kullens södra fot i ett område som kallas Patoma. Här hittades lämningarna av vad som tolkades som en helgedom med flera votiv-stelai från de klassiska och hellenistiska perioderna. En inventering av Enipeusdalen utförd av Franska Skolan i Athen på 1980-talet resulterade i en mer detaljerad beskrivning av platsen, inklusive dess omfattande och välbevarade befästningar.:160-162
Ytterligare räddningsarbeten på 1990-talet vid foten av kullen visade att området innehöll begravna lämningar av klassisk-hellenistisk bebyggelse.:34 The Vlochos Archaeological Project (VLAP), ett grekiskt-svenskt samarbete genomförde en komplett icke-invasiv inventering av den arkeologiska lokalen mellan 2016 och 2018. Under arbetet deltog även forskare från Direktoratet för antikviteter i Karditsa, Svenska institutet i Athen, Göteborgs Universitet och Bournemouths universitet. En fortsättning av fältarbetet 2016–2018, The Palamas Archaeological Project (2020–2025) pågår med målet att utföra utgrävningar på platsen samt undersöka den antika bosättningens omgivningar.

## Beskrivning av de antika lämningarna
Den grekisk-svenska gruppen av arkeologer som under 2016–2018 undersökte platsen kunde identifiera fyra separata bebyggelsefaser. Dateringen av faserna fastslogs stilistiskt eftersom ingen utgrävning utfördes under arbetets gång. Emellertid gav de stratigrafiska förhållandena mellan de identifierade byggnadsfaserna en relativ kronologisk ordning för de arkeologiska lämningarna. :22

### Fas ett: senarkaisk tid (?)
De äldsta spåren av bebyggelseaktivitet på platsen består av en stor befäst inhägnad på kullens topp. Befästningsmurarna i denna fas löpte ursprungligen 1,5 km längs kullens krön med en bredd på 2,7 m. Murarna är som mest bevarade till en höjd av 2,5 m, men de hade förmodligen en överbyggnad gjord av soltorkat tegel, vilket lade till avsevärt till deras höjd.:28-31 Inga torn har påträffats, men två stora portar gav tillgång till befästningen från väst och sydöst.:31-32
Två vägar leder i sicksack från slättmarken upp till de tidigare nämnda portarna.:258:161< Vägarna är fyra till sex meter breda och stöds av stora terrasser, vilka ger ett monumentalt intryck även från avstånd. Vägarna går uppför sluttningen i en konstant stigning på 12,3%, vilket tillsammans med deras bredd indikerar att de användes för transport av människor eller gods med häst och vagn.:32-34 Inget ytmaterial kan kopplas till denna fas, men befästningens utformning tyder på ett för-klassiskt datum, möjligen den mykenska eller mer troligt den senarkaiska perioden.:35-36

### Fas två: klassisk-hellenistisk tid
Den mest omfattande byggnadsfasen på platsen är indelad i två underfaser, vilka båda är stilistiskt daterade till fjärde respektive tredje århundradet f.Kr. Den första underfasen kännetecknas av en stor befäst inhägnad som omsluter en stor del av kullen, dess sluttningar och området Patoma. Få delar av befästningarna vid kullens fot finns kvar idag eftersom stenmaterialet forslats bort att användas till husbyggen i de kringliggande moderna byarna. Den geofysiska prospekteringen under 2016–2018 visde emellertid att befästningsmuren inslöt ett 15 hektar stort utrymme vid kullens fot, med 35 till 40 stora torn var trettionde meter.:41 Minst tre portar har identifierats i det sydöstra och sydvästra hörnet samt i mitten av den södra sidan av stadsmuren.:43-45
Någon gång efter denna byggnadsaktivitet tillkom förändringar i och med den andra underfasen, vilka infattade att området på kullen utvidgades norrut och förstärktes med 18 rektangulära torn. En spärrmur eller diateichisma uppfördes i södra sluttningen, vilket skapade en befäst akropolis.:36 Det senare området verkar enbart ha innehållit ett fåtal byggnader, bland annat en byggnad med innergård, troligen från den hellenistiska perioden, samt några mindre spridda hus.:53-55
Själva bosättningen var istället beläget i det flacka området direkt nedanför kullen. Den geofysiska prospekteringen visade att avsevärda lämningar från fas två var begravda här, bland annat en aveny-liknande gata (plateia) som gick längs kullens fot med över 20 sidogator (stenopoi). En, möjligen två torg (agorai) kunde identifierats liksom tydliga indikationer på klassisk-hellenistisk bostadsarkitektur.:59-63

### Fas tre: senromersk tid
Den geofysiska undersökningen under 2016–2018 resulterade i upptäckten av omfattande lämningar från en hittills okänd stadsmur med åtminstone 16 torn. Likheter med andra antika städer på det grekiska fastlandet såsom Nikopolis, Plataia och Tanagra antyder att denna byggnadsfas tillhör den romerska perioden, möjligen slutet av 200-talet e.Kr.:45 Vid denna tid härjades Balkanhalvön av goter som orsakade omfattande förstörelse i den östra halvan av Romarriket. Detta ägde rum under den så kallade tvåhundratalskrisen, en tid av instabilitet som slutade med Diocletianus tillsättning som kejsare 284 e.Kr. Det är möjligt att återbefästningen av platsen är relaterad till denna tid av oroligheter.  

### Fas fyra: tidigbysantinsk tid
En del av den östligaste delen av befästningsmurarna har tydliga spår av reparationer från en senare tidpunkt än den ursprungliga byggnadsfasen på 300-talet f.Kr.:258-259:160-162 Dessa reparationer har stilistiskt daterats till den tidiga bysantinska perioden (500-talet e.Kr). Befästningsverken avviker från den andra fasens mur vid kullens fot, och följer i stället sluttningens kurvatur. Murarna från denna fas är betydligt tunnare än föregångarna med en bredd på 1,65 meter, och är uppförda i ohuggen sten och murbruk.:47
Det muromgärdade området från denna fas verkar bara ha varit begränsat till kullens södra sluttning, med fragmentariska lämningar av byggnader synliga i den branta terrängen. Grunden till en liten treskeppig kyrka påträffades längst upp på sluttningen och tillhörde antagligen samma period som den fjärde fasen.:56
Återbefästningen av bosättningen i Vlochos kan möjligen kopplas till de byggnadsprogram som initierades av den östromerske kejsaren Justinianus I. Liknande befästningsverk har hittats på andra platser i Thessalien, såsom i Pharsalos:238-239, Echinos:152, och Halos:170-171, och författaren Prokopios nämner ytterligare fort i området som reparerades under denna tid. Mynt avbildandes Justinianus har påträffats på platsen, vilket ytterligare visar att den sista byggnadsfasen inträffade under 500-talet e.Kr.:68
Anledningen bakom detta befästningsprogram var förmodligen den växande politiska instabiliteten på Balkanhalvön vid denna tidpunkt. Flera turkiska och slaviska grupper migrerade till eller plundrade kring de romerska områdena runt Donau i mitten av 500-talet e.Kr., vilket stärkte behovet av utökat försvar och säkra tillflyktsorter. 

## Inskriptioner
Totalt har 13 inskriptioner publicerats från området Vlochos.:1-8 Den äldsta är en tidigklassisk dedikation till Poseidon från arkegeten Kinos, skriven med det thessaliska alfabetet. Inskriptionen påträffades under vägarbeten på 1930-talet, och är för närvarande utställd på det arkeologiska museet i Almyros. Ytterligare fyra dedikationer till icke-identifierade gudar påträffades under räddningsarbeten på 1960-talet, och dateras från tidigt 300-tal till 200-talet f.Kr.  
Tre grav-stelai har påträffats bland fälten söder om den antika staden, alla från 300-talet eller det tidiga 200-talet f.Kr. Två av dessa stelai, de till Megalokleas och Nikasippos, son av Nikias, är utställda i Karditsas arkeologiska museums foajé.

## De arkeologiska lämningarna idag
Fornlämningarna vid Vlochos har status som arkeologisk lokal och skyddas således av grekisk lagstiftning. Platsen är öppen för allmänheten, och nås enkelt från vägen Palamas-Keramidi.